# Rolls-Royce Corniche
De Rolls-Royce Corniche was de coupé- en cabrioletversie van de Silver Shadow vanaf 1971. 

## Geschiedenis
In tegenstelling tot die Silver Shadow bleef de Corniche tot 1996 in productie. Voorheen bestond het model reeds als Silver Shadow Coupé en Silver Shadow Drophead Coupé, maar vanaf 1971 kregen deze typen hun eigen naam. Dezelfde auto werd ook door Bentley verkocht als Bentley Corniche en vanaf 1984 als Bentley Continental. In 1939 had een prototype van Rolls-Royce, gebaseerd op de Bentley Mark V, reeds de naam Corniche gedragen maar door de Tweede Wereldoorlog kwam die nooit in productie.
In 1977 werd de Corniche lichtjes herwerkt tot de Corniche II. De verchroomde bumpers werden vervangen door legering met rubber, het radiatorrooster door een exemplaar van aluminium en er werd oliekoeling toegevoegd. De exemplaren voor Noord-Amerika kregen een airbag voor de bestuurder terwijl die voor andere Europa en het Midden-Oosten ABS kregen. Vanaf 1982 verdween de coupéversie en was de Corniche enkel als cabriolet te verkrijgen. In Europa waren enkele veiligheidsingrepen nodig waaronder een gewijzigde motorkap en een intrekbare Flying Lady.
Het autosalon van Frankfurt kreeg in 1989 de première van de Corniche III, die daar naast de Silver Spirit II en de Silver Spur II stond. Dit model had standaard ABS en bumpers in koetswerkkleur. In modeljaar 1990 had de Corniche III ook K-motronic brandstofinjectie van Bosch. Dit was de laatste Rolls-Royce die bij Mulliner Park Ward in Londen werd geassembleerd. In 1991 sloot deze fabriek en verhuisde de productie naar Crewe.
Vanaf 1993 werd daar de herwerkte Corniche IV gebouwd. Het model zag de plastic achterruit nu vervangen door een van glas. Verder werden algemene mechanische verbeteringen aangebracht, meer airbags geïnstalleerd en een cfk-vrije airconditioning ingebouwd. De Corniche-lijn werd beëindigd met een speciaal uitgeruste reeks van de Corniche IV: de Corniche S.

## Technisch
Technisch was de Corniche gelijk aan de Silver Shadow. Hij gebruikte ook de 6750 cc V8 motor gekoppeld aan een drieversnellingsbak. De auto was uitgerust met een dubbele carburateur die in 1980 werd vervangen door een optionele brandstofinjectie van Robert Bosch GmbH om emissienormen in de Verenigde Staten en Japan tegemoet te komen. In 1990 werd deze standaard. De Corniche kreeg een wielbasis van 3041,6 mm, in 1974 opgetrokken tot 3048 mm en in 1979 weer tot 3061 mm. De Corniche II haalde een topsnelheid van 200 km/u met een gewicht van meer dan 2,3 ton.

## Versies
- Rolls-Royce Corniche I: 4347
  - 2-Door Saloon (1971-1982): 1108
  - Convertible (1971-1987): 3239
- Bentley Corniche: 140
  - 2-Door Saloon (1971–1982): 63
  - Convertible (1971–1984): 77
- Rolls-Royce Corniche II: 1226
- Rolls-Royce Corniche III: 452
- Rolls-Royce Corniche IV: 244
  - Corniche IV (1993-1995): 219
  - Corniche S (1995): 25
- Bentley Continental (1984–1994): 421
  - Bentley Continental Turbo (1992–1995): 8